# 雷·波特
雷蒙·波特（英語：Raymond Porter），美國男演員、配音演員及有聲書旁白，參與領域涉及真人和動畫電影、電視和電子遊戲。他較著名的是在《查克·史奈德之正義聯盟》（2021年）中飾演反派烏克薩斯／達克賽德。

## 職業生涯
雷·波特出演過幾部李察·瑞奇的動畫作品，且偶爾出演電視劇。當他在2017年電影《正義聯盟》中飾演反派烏克薩斯／達克賽德後引起大眾關注，成為首位在真人電影中詮釋該角的演員。但達克賽德並未出現在院線剪輯版中，意味著導演剪輯版《查克·史奈德之正義聯盟》（2021年）才是該角在真人電影中的首次登場。波特透過動作捕捉出演達克賽德，並嘗試了各種不同的聲調來詮釋該角的聲音。

## 外部連結
- 雷·波特在互联网电影资料库（IMDb）上的資料（英文）